# Brachycaudus pallidus
Brachycaudus pallidus är en insektsart. Brachycaudus pallidus ingår i släktet Brachycaudus och familjen långrörsbladlöss. Inga underarter finns listade i Catalogue of Life.